# Bulbophyllum obtusum
Bulbophyllum obtusum là một loài phong lan thuộc chi Bulbophyllum.